# Vlaardingen West (metrostation)
Vlaardingen West is een metrostation in de Nederlandse stad Vlaardingen en wordt bediend door metrolijn B van de Rotterdamse metro.

## Geschiedenis

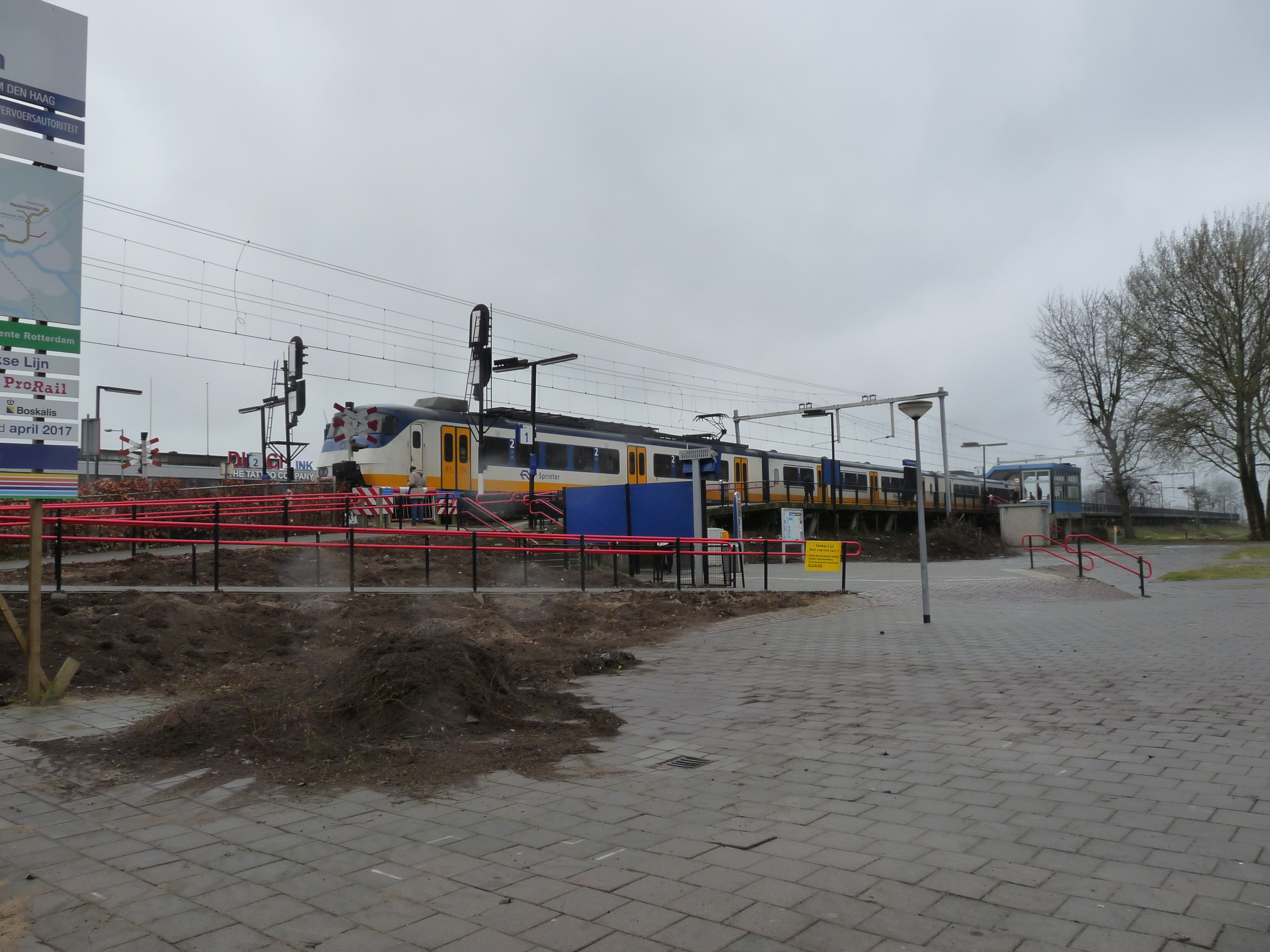
Het station in de tijd dat het nog een treinstation was

Het oorspronkelijke treinstation werd geopend op 1 juni 1969 en beschikte over twee perrons met een overpad met AOB ertussen. Het station bedient de Westwijk (een wijk met meer dan 12.000 inwoners) en de industrieterreinen De Vergulde Hand en 't Scheur. Het stationsgebouw van het type sextant is in mei 2006 gesloopt. Het gebouw stond reeds enkele jaren leeg, nadat de loketfunctie door de NS was opgeheven.

### Verbouwing naar metrostation
Sinds 1 april 2017 rijden er geen NS-treinen meer op de Hoekse Lijn. Het spoor en de stations werden daarna verbouwd. Sinds 30 september 2019 is de lijn in gebruik bij de Rotterdamse metro, die gereden wordt door de RET. Op station Vlaardingen West stopt metrolijn B. Het station is voor de komst van de metro uitgebreid met een keerspoor zodat spitsritten van metrolijn A daar kunnen keren. Sinds 26 oktober 2020 zijn deze spitsritten komen te vervallen door personeelstekort.

## Buslijnen
De volgende buslijnen van de RET stoppen op station Vlaardingen West:
| Lijn | Bestemming | Via                               | Opmerkingen                        |
| ---- | ---------- | --------------------------------- | ---------------------------------- |
| 56   | Holy-Noord | Vlaardingen Oost, Overdrevenpad   |                                    |
| 156  | Holy-Noord | Vlaardingen Oost, Jean Monnetring | Rijdt niet 's avonds en op zondag. |